# Jacques Deruyts
Joseph Gustave Jacques Deruyts (Liège, 18 de março de 1862 – Liège, 5 de julho de 1945) foi um matemático belga, conhecido como um pioneiro da teoria de representação de grupos.
Publicou em 1892 o tratado Essai d'une théorie générale des formes algébriques, obra pioneira sobre a teoria da representação de grupos lineares e grupos algébricos.
Foi palestrante convidado do Congresso Internacional de Matemáticos em Estrasburgo (1920: Sur la théorie algébrique des forms a séries de n variables).